# Persoonlijkheidsrechten
Persoonlijkheidsrechten zijn rechten die betrekking hebben op de persoon en ook dikwijls fundamentele vrijheden uitmaken. Veelal zijn deze rechten ontstaan in de 18de-19e eeuw als afweerrechten tegenover de overheid. Voorbeelden:
- portretrecht (Nederland)
- recht op afbeelding (België)
- recht op eerbied voor het lichaam
- recht op eerbied voor het lijk
- recht op eerbiediging van het privé-leven
- recht op vrije meningsuiting

Vele van deze rechten worden zowel door de Belgische en Nederlandse grondwet gewaarborgd als door het Europees Verdrag voor de Rechten van de Mens (EVRM). Het Europees Hof voor de Rechten van de Mens (EHRM) bestraft inbreuken hierop en hanteert de volgende criteria:
- Is de schending nodig in een democratische samenleving?
- Is er een (materiële) wet die de schending regelt?
- Is het doel dat wordt bereikt pertinent?
- Is het een geoorloofd doel?
- Zijn de maatregelen evenredig met het nagestreefde doel?

Wanneer aan deze cumulatieve voorwaarden niet is voldaan zal het EHRM de verdragsstaat veroordelen.
Omdat in een kennismaatschappij ideeën zeer belangrijk zijn is in 19de-20e eeuw een nieuwe rechtstak uitgevonden: de intellectuele eigendomsrechten. Deze rechten hebben betrekking op octrooien, patenten, auteursrechten, merkenrechten. 

## Morele rechten
Binnen het terrein van de intellectuele eigendomsrechten wordt in het Nederlands ook de term 'persoonlijkheidsrechten' gebruikt voor een bepaald onderdeel van de auteursrechten. In Nederland en België wordt hiervoor meestal de term 'morele rechten' gebruikt. 